# 女性人名
女性人名，婚前所用的又可称闺名。
東亞古代女性甚少在社交場合使用本名（原名），很多女性的本名只有親人知道。通常用父姓加上“氏”，称“某氏”做为名字。中国古代的已婚女性为了与同姓区别，通常会加上夫姓后称做“某某氏”或「某門某氏」；例如陳姓女子嫁給李姓丈夫，稱為李門陳氏。
在歐洲，女姓婚後往往要從夫姓，不再用娘家的姓氏，现在西方女性大多数仍保留此传统，但一些已婚女性已抛弃此传统继续使用原姓不从夫姓。

## 各地女性姓名

### 東亞
东亚文化圈尤其是中国古代女性不使用名字的情况，可能是由于女子不用出仕做官，有些也沒有取大名，或取了譜名後沒有在公眾場合使用而不為人知。实际上，女性与男性一样会有完整的姓名。有些出身较好的女性甚至有字、号。由於女性不用出仕做官，加上近古禮教對女性行動的限制增加，女性少出席社交場合，大名、字就甚少使用。同时，中国有避讳的传统，直呼其名諱是为禁忌。平日通常只有親人稱呼的小名或排行，外人則只稱某小姐、某姑娘、某氏等。特别是结婚以後，闺名大多隐去不提。如小说《红楼梦》中的描述，秦可卿在贾府只称秦氏，夫家无人知晓她的本名。有些會以夫姓稱呼為某嫂、某大媽，某某家的，或以父姓加上称谓、封号为某夫人、某孺人等，名字依然甚少為外人所知。
朝鮮半島、琉球的女性也常是只記載姓氏，即使有記載名字，也有很多只是乳名、小名，不一定會記載大名。於是後人就把一些只有記載小名、乳名的女性與姓氏連稱作為她們的姓名。日本、越南則較多女性有記載全名。傳統上有些女性因為本名與夫家長輩雷同，為了避諱而在婚後改名，如日本雍仁親王妃勢津子本名松平節子，由於與婆母貞明皇后（本名九條節子）同名而改為日語同音的勢津子。也有一些地區有給進門媳婦另取號的習俗，女性嫁進夫家後會由夫家長輩取號，有些家族還有規定號的輩字。

#### 历史
先秦时代，记录女子使用漢名或表字就不多见。通常是用姓与氏的组合作为女性代称。组合方式有：
- 1.氏＋姓，又可分为三种：1）夫氏＋姓，2）父氏＋姓，3）父氏＋夫氏＋姓。
- 2.排行＋姓
- 3.单称姓、姓＋“氏”字、“妇”字＋姓
- 4.名或字＋姓
- 5.谥＋姓，又可分为夫谥＋姓，己谥＋姓。
- 6.特殊称谓＋姓

汉朝起，对女性的记录增多。但传统上女性不被主动记录名字，即使是一些知名度很高的女性都没有名字流传下来。和后面的朝代不同，也会出现记载女性本名，却不记载其姓的情况，如霍光之妻显、伏寿之母盈。魏晋南北朝直至唐初，女性的名字被普遍记载在史书中，如南北朝刘宋的范晔撰写的《后汉书》中的《皇后紀》记录了每位皇后的名讳，少數不知道名字的就记录为讳某。此外唐初的史书《晋书》和记录南朝的正史也大多留下皇帝妃子姓名。从晚唐或五代开始直至清末，随着贞操观念日益加强，官方史料对女性本名的记载明显减少。如《宋史》仅记载宋光宗皇后李凤娘、高宗皇后邢秉懿等极个别人名讳，《明史》也仅记载明宪宗皇后胡善祥一人。
与史书不同，有些墓志铭会记录女性名字。唐太宗贵妃韦氏，在新旧唐书中仅记录为「韦妃」和「韦贵妃」，而根据她的墓志铭得知韦氏名「珪」、表字「泽」。
少数民族社会与中原王朝不同，会使用、记录女性名字，如《辽史·后妃传》中，除来自汉族的甄氏外，皇后和妃嫔皆记录了名字或小字。清兵入关前，后金满文老档中记录了不少后妃、福晋、皇女的名字，册封后妃、命妇的诏书亦直接称名，但入关后，受中原文化的影响，就没有这种用法和记录了。官女子的记录中，常见“某妞”、“某格”、“某姐”、“某儿”的名字。其中，大妞、二妞、三妞之类的妞妞（nionio）本是旗人对“未嫁之幼女”的称谓。

#### 夫姓
中国早期未有冠夫姓的习俗。一个例外是女性加上丈夫的姓氏以示与别的同姓更多区别，但这并非“从夫姓”。从漢族人名的使用可得知：中国古代女性以本身的姓氏加在称谓之前，例如张姓女子与李姓男子结婚后，被称为“张夫人”，而非“李夫人”，其他称谓亦是如此。但魏晉南北朝起有了冠夫姓的稱呼方式，如《世說新語》就曾經稱謝道韞為「王夫人」，此後兩種方式並存，並通用於朝鮮、越南、琉球等地，至近代始完全以西式稱謂稱呼已婚女性。
東亞女性自古均無棄本姓改夫姓，日本則在明治維新後仿效西方傳統，規定女性婚後須棄用本姓從夫姓。女性保留本姓通常是因为丈夫入赘改姓，如小渊优子。日本法律不承认夫妻异姓的婚姻为合法婚姻，这在日本国内引起了争议，有部分日本人支持夫妻异姓的婚姻合法化。参见：日本夫妇别姓问题。例如，安倍晋三的妻子安倍昭惠，就随姓改姓安倍。
中国大陆、朝鲜、韩国、越南法律规定夫妻除非结婚前原本就同姓，否则结婚后不能改动成同一姓氏，必须保持夫妻异姓。例如，金正恩的妻子李雪主姓李，金正恩的母亲高英姬姓高。姚明的母亲方孝悌姓方，姚明的妻子叶莉姓叶，习近平的妻子彭丽媛姓彭。
台灣、香港、澳門、海外華人在20世紀初期至中期不少人則用“夫姓+本姓”作為婦女婚後的姓，如方瑀嫁給連戰以後叫「連方瑀」，但現在台灣因民法的修正，以及社會認為冠夫姓顯得守舊俗氣，同時女權主義興起，男女平權觀念已成主流，女性已少有妻從夫姓案例（如連方瑀、蔣方良、蔣宋美齡、蔣方智怡等）。香港在正式場合中冠上夫姓的女性多為政府官員或名門望族的女性，例如曾鮑笑薇、陳馮富珍、陳方安生、范徐麗泰、葉劉淑儀、羅范椒芬、周梁淑怡、梁劉柔芬、林鄭月娥等，然而其等之英文姓氏則按照英國習俗完全使用夫姓而放棄原有姓氏並後綴「太太」稱謂。

#### 替代的名字
有些女性有字或号流传下来，人们就加上姓氏，用以称呼她们。如卫皇后，字子夫，称卫子夫。赵皇后，号飞燕，称赵飞燕。杨贵妃同样以号，称为杨太真。

#### 有争议的名字
正史中没有记载许皇后、太平公主的名字。有人依据许皇后的上疏内容认为她名许誇。同样有人依《全唐文·代皇太子上食表》内容认为太平公主名李令月。

#### 杜撰的名字
有些正史没有記載名字或名字鲜为人知的女性，后世在记叙其事迹时，会使用杜撰的名字。如汉武帝的第一任皇后陈氏、汉成帝的贵妃赵飞燕和她的妹妹赵昭仪、曹丕的妻子甄氏。志怪小说《汉武故事》为陈皇后杜撰了“阿娇”一名，世人遂以「陈阿娇」或「陈娇」称呼她。《飛燕外傳》中，赵飞燕和她的妹妹赵昭仪被称为赵宜主和赵合德。甄氏被称为「甄宓」或「甄洛」，是因为曹植描写洛水女神宓妃的《洛神赋》被一些人认为是写给甄氏的爱情篇章。
民国以来的野史、小说或影视剧中多有设定清初两位蒙古族女性——孝莊文皇后名字为大玉儿、敬孝義皇后名字为小玉儿。两个名字的具体来源不详。阎崇年认为来自于1948年成书、王浩沅《清宫十三朝》的杜撰。纪连海认为是因民国时期的历史演义《清史演义》、小说《清宫十三朝秘史》“都不约而同地说庄妃[孝莊文皇后]叫玉妃”，“电视剧的编导们，就从这个玉妃里面受到了启发，就给她捏造了一个名字叫大玉儿”。实际上，在1926年成书，许啸天所著小说《清宫十三朝秘史》已有大玉儿、小玉儿这两个名字，并称小玉儿为“小玉妃”。大玉妃、小玉妃可追溯到1917年出版、許指嚴的《十葉野聞》。1919年成书、燕北老人《滿清十三朝宮闈秘史》沿用。而在当代，使用孝莊文皇后真名布木布泰的作品鲜为人知。另一种罕见的情况，如女皇武则天。她的本名不详，唐太宗曾赐号“武媚”，后世讹称武媚娘。
现代文艺作品中，一些女性被杜撰的名字，与她们兄弟姐妹的辈字类似。唐太宗皇后、长孙无忌妹妹长孙氏被称为长孙无垢，唐高宗宠姬、贺兰敏之的妹妹贺兰氏被称为贺兰敏月，唐玄宗的贵妃杨玉环的堂姐虢国夫人被称为杨玉瑶。电视剧《洪武三十二》中，虚构了一位明朝公主——朱元璋之女、永暘公主朱樱。朱樱之名与朱元璋儿子所使用的“木”字的辈字相同，但根据朱元璋之女、南康公主名玉华，可知朱元璋女儿未同儿子使用一样的辈字。实际上，历代社会中，通常是家族中的男性取同一辈字，女性则没有限制。另一种常见的情况是，在提到某位公主、妃嫔时，往往会把她的封号、徽号做为她的名字。电视剧《大明宫词》中，太平公主被称呼为“太平”，而《武则天》中，高阳公主被称为“阳儿”，太平公主被父母称为“平儿”、“太平”。《金枝慾孽》中，嘉庆帝一众后妃的本名多无记载，编剧为她们杜撰的名字与她们的徽号相同。做为受册封的命妇，她们的本名、封号或徽号是不同的概念。有研究者认为，电视剧中以公主封号为公主本名的设定，“是缺乏历史常识所造成的错误”:113。

### 西方
西方國家妻從夫姓是一种历史悠久常见的习俗，一直没有什么异议，直到20世纪下半叶才有不少女性主義者开始反對女性必須在婚後改從夫姓。在中世纪时，就有當女性是一个贵族阶层的家族唯一继承人时，则新婚女性保留娘家性不从夫姓，其新生子女也可能随母姓以延续家族传承的习惯，但是当时绝大多数西方女性结婚后都会从夫姓。
西方国家女子出嫁后从夫姓是一个历史悠久的习俗。从1960年代后期至1990年代早期，伴随着女性主義的进展，西方女士结婚后选择保留其娘家姓氏，或者是用连字号形式显示其婚后的名称的百分点有轻微上升的趋势。（在美国，少数女士仍保留其娘家姓氏。已婚女性的全名=妻子的名字+妻子的姓氏+丈夫的姓氏，例如希拉里的全名：Hilary Rodham Clinton，希拉里在1975年与比尔·克林顿结婚后曾经长期不冠夫姓，直到1983年为丈夫能够再次就任阿肯色州州长而笼络保守派选民冠夫姓。）就算在一些家庭中，妻子保留了娘家的姓氏，但夫妇亦会为其子女给予父姓。在使用英语的国家，在传统上，已婚女士都会被称为 Mrs.[丈夫的全名]。不过近年来，更多会使用 Mrs. [妻子的名字] [丈夫的姓氏]。大体上来说，英美等国家的女性结婚后是否冠夫性，是可以由女性自行决定的。
在中古时期, 当一个低阶级家庭的男士要娶高阶级家庭中的独生女，他只好入赘妻家随妻姓。18至19世纪英国，女方遗产有时会令男士改变姓名。虽说对英语国家男士从妻姓是绝少数，但是有些男士仍然选择作出此举，例如加拿大的原住民，更罕有的例子是夫妇选择全新的姓氏。
作为另外一个选择，夫妇会采用双姓。举例来说，弗雷德里克·约里奥-居里（Jean Frédéric Joliot-Curie，男）與 伊雷娜·约里奥-居里（Irène Joliot-Curie，女）结婚时，雙方姓氏改為Joliot-Curie，其中Joliot為男方原姓氏，而Curie則為女方姓氏（相信本例有男方凸顯「屬於居里家族」之意，且其子女仍然沿用Joliot為姓氏）。再比如生活大爆炸女主角凯莉·库柯，在嫁给网球运动员莱恩·斯维廷后保留原姓而使用双姓，改叫凯莉·库柯-斯维廷。但是，有些人认为姓氏用连字号形式会变得过长累赘。妻子亦可以把她的娘家姓作为她的中间名，如Mary Jones嫁给了姓Smith的男人后，她可以被称为Mrs. Smith，或者把娘家性作为中间名称Mary Jones Smith。北欧的瑞典有40%的女性结婚后使用夫妻双姓。美国则少一些。
从事演艺界的女性大多数在结婚后都不会随丈夫姓氏，不光如奥黛丽·赫本、波姬·小丝、桑德拉·布洛克、妮可·基德曼等一线女演员和麦当娜·西科尼、艾薇儿·拉维尼等一线女歌手几乎全都不从夫姓（少有的例外是选择从夫姓的大卫·贝克汉姆之妻维多利亚·贝克汉姆），即便是不出名者如导演克里斯托弗·诺兰的妻子—制片人艾玛·托马斯这样的演职人员也多有不从夫姓者。此外、律师（如曾长期保留娘家姓的希拉里·罗德姆·克林顿）、法官、教授（如《男性的终结：End of Men》一书的作者Hanna Rosin。）、科学家、作家、医生、父系祖先显赫的女政客（如本尼托·墨索里尼的孙女亚历山德拉·墨索里尼、比尔·克林顿的女儿切尔西·克林顿等）等有公认成就的女性，都有很大比例的结婚后不从夫姓者。自1960年代末女权主义兴起后，欧美国家每年有尽15%-20%的新婚女性选择不随丈夫姓而保留自己的姓氏。现在在美国和欧洲，也已有数量虽仍非常非常少但比以前有所增加的男性决定放弃自己姓随妻子姓。
前苏联和现在的俄罗斯虽鼓励和赞许妻子结婚后不随丈夫姓，但并不强制禁止妻子结婚后从夫姓。例如，列宁（弗拉基米尔·伊里奇·乌里扬诺夫）的妻子娜杰日达·克鲁普斯卡娅（如随夫姓则应改为乌里扬诺娃）、斯大林（约瑟夫·维萨里奥诺维奇·朱加什维利）的妻子娜杰日达·阿利卢耶娃都保留娘家姓未从夫姓。
值得注意的是，大部分夫妻是同一姓氏的美国和欧洲，却要比大部分夫妻不是同一姓氏的韩国、台湾女性结婚后继续工作率要高，所以人们很难将是否从夫姓作为判断一个国家女性社会地位的标准。
在某些国家的管辖权限（jurisdictions），妻子的姓氏会自动转变为丈夫的姓氏以保其法律上的合法地位。现在女士可以容易地更改她的婚后姓名，而这个改变不再是违宪的了。 在某些地方，民事诉讼案及宪法的更改使得男士亦可以容易地更改婚後姓名，例如在英属哥伦比亚。
曾经在学术期刊发表文章而用婚前姓氏的女士，即使在婚后，她们亦不会从夫姓，以保持其䜣旧著作对学术界所作出的贡献。这个惯例在女医生、女律师事务所及其他专业也很重要。
在过去的世纪，家庭的姓氏都会有一个特意的拼法。但因为识字率低，实际上很多家庭都未必能够提供一个正确的姓氏拼法。很多时候，抄写员、文员、部长或政府官员在记录人名时，都会因应其发音而记下一个他认为可行的姓氏。因此，姓氏的拼法变得更多样化。而官方记录的姓氏拼法也渐渐成为各家庭的标准。

#### 古罗马
在古罗马人命名习俗中，男性名字通常由个人名、氏族名和家族名，可能还有附加名。女性通常没有个人名和附加名，使用父亲氏族名的阴性形式（通常是-ia）。氏族名后会添加其父（婚后为其夫）的家族名。有两个女儿使用“大”和“小”区分，超过则使用序数词排序。母女同名亦会用“大小”区分。

## 問題
由於現代女性經常參與公共事務，婚後更改姓名常會引起不便，而女性主義者認為，女性婚後改名是夫權體制下的產物，反對這種做法。

## 备注
1. ↑  许誇一名，参见孝成许皇后#名字。
2. ↑  李令月一名，参见太平公主。
3. ↑  许啸天《清宫十三朝秘史》第十八回 逼宫廷纳喇氏殉节 立文后皇太极钟情 原来这满洲一带地方，人人知道塞桑贝勒的两位格格是两个尤物。因她们皮肤洁白如玉，那大格格便名大玉儿，二格格便名小玉儿[……]谁知旁边站着的侍女却接着答道：“俺格格名叫大玉儿[……]第十九回 朱唇接处嫂为叔媒　黄旗展来臣尊帝号[……]文皇后有一个妹妹，名叫小玉儿，这时也跟着她姊姊住在宫里，却和多尔衮同年伴月，他两人朝朝见面，自然容易亲热；再加那小玉儿的面貌，和她姊姊真是长得一模一样。她姊妹两人的皮肤，都长得洁白无暇；因此，她父母便拿个『玉』字做她的名字。[……]第二十二回 露奸情太宗暴姐　见美色豫王调情[……]这其间却有两个人恨得咬牙切骨。一个是太宗长子豪格；一个是多尔衮的妃子小玉儿。那豪格[……]这时，事有凑巧，那小玉妃正因多尔衮进宫去一连四天不回府，心中酸劲正无处发泄[……]那小玉妃正闷着一肚子怨气，也不及捡点[……]
4. ↑  参见：許指嚴《十葉野聞》第一章 九王軼事十則 清太宗后博爾濟氏有殊色，肌膚如玉，宮中私號之曰「玉妃」。初僅為才人[……]玉妃既得參與帷幄機謀，權力日進，又以生皇子福臨故，遂得正位為后。有妹嫁九王，即多爾袞福晉，貌亦殊麗，白皙光豔與姊等。人以別於后，故彼曰「大玉妃」，而此曰「小玉妃」。
5. ↑  燕北老人《滿清十三朝宮闈秘史》目录：崇德朝 美人计之劝降洪承畴 大玉妃与小玉妃之醋风波 御前仪仗之数目。参见上海春明书店在1941年出版的版本[12]。
6. ↑  长孙无垢一名，参见长孙皇后#名字。
7. ↑  贺兰敏月一名，参见贺兰氏 (魏国夫人)#名字。
8. ↑  杨玉瑶一名，参见楊氏 (虢國夫人)#相关影视形象。